# Dragør Fort
Dragør Fort er beliggende på en lille kunstig ø med fast landforbindelse fra Dragør by. Dragør Fort blev anlagt i tiden 1910-1915. Fortets opgave var at medvirke til at hindre fjendtligt bombardement af København samt beskytte minespærringer i Drogden-renden. Fortets areal er på 32.000 m² hvoraf de 2.500 m² er bebygget.
Under bygningen af Øresundsbroen (1995-2000) blev Dragør Fort benyttet til styring af skibstrafikken i området via VTS Drogden (Vessel Traffic Service Drogden).
Dragør Fort er nu privatejet og benyttes som restaurant, teambuilding/events, men der er fri adgang til dele af området. På Dragør Fort findes en stor bestand af vinbjergsnegle, som er fredet.
Den Store Havfrue er 2018 flyttet fra Langeliniekajen i København til Dragør Fort.
- Fortets sydlige del
- Indgang og strubekaponiere
- Observations- og ildlederpost
- Lille kanonbrisk